# Метонов цикл
Метонов цикл — промежуток времени в 6939 дней 14 часов и 15 минут (~19 лет), служащий для согласования продолжительности лунного месяца и солнечного года в лунно-солнечном календаре. Цикл, предложенный в 433 году до н. э. афинским астрономом Метоном, лёг в основу древнегреческого календаря. Метонов цикл связан с приближённым (с точностью до нескольких часов) равенством: 19 тропических лет = 235 синодическим месяцам, то есть каждые 19 лет лунный цикл завершается в тот же день солнечного года.
Календарь, основанный на метоновом цикле, содержал 12 лет по 12 месяцев и 7 лет по 13 месяцев (со вставным месяцем). 125 месяцев были «полными» — по 30 суток, а остальные 110 «пустыми» — по 29 суток.

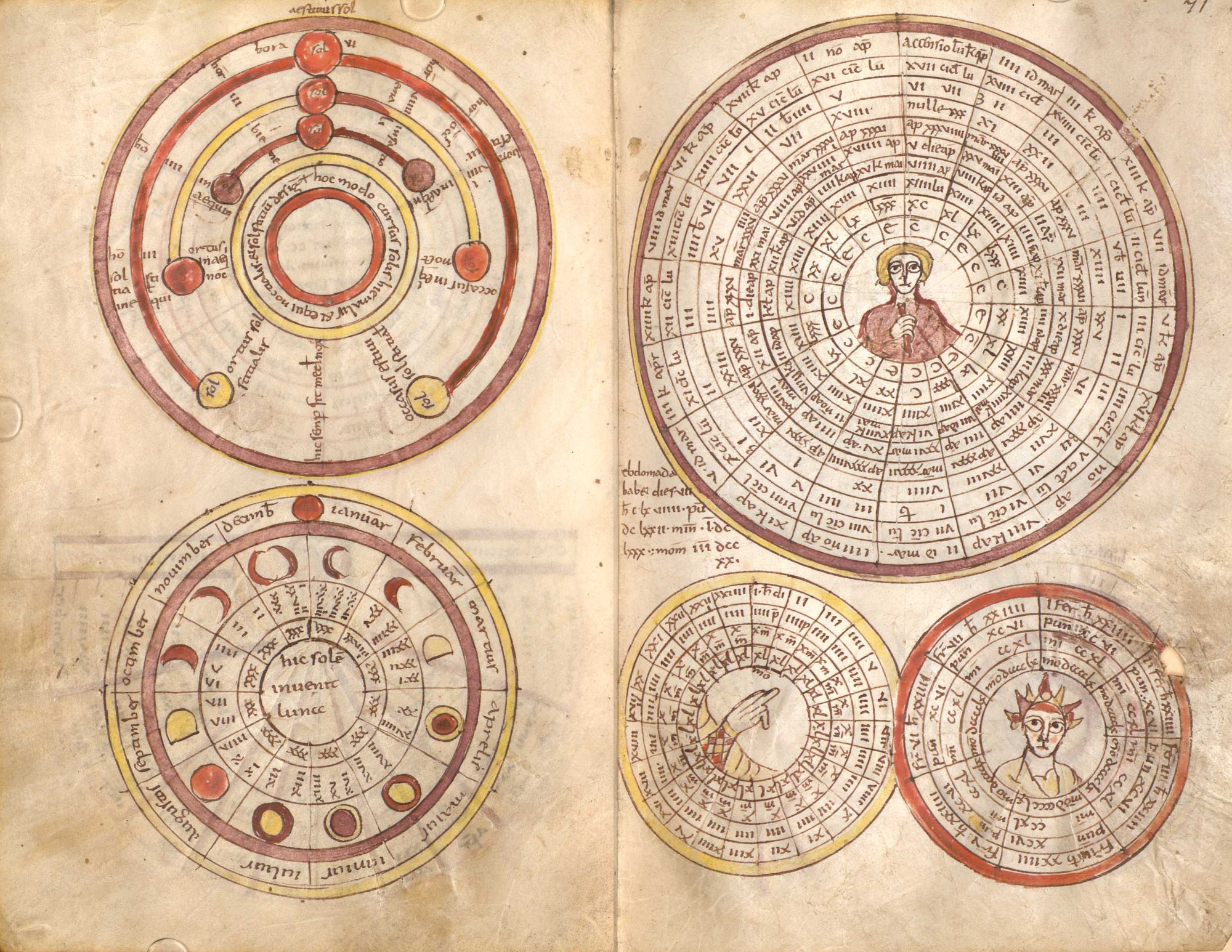
Средневековые диаграммы для расчёта золотого числа

Число, последовательно присваиваемое каждому году, которое используется для обозначения дат всех календарных новолуний каждого года цикла Метона, называется золотым числом. Оно используется в вычислениях даты Пасхи, а также в рунических календарях.
Предположительно, Антикитерский механизм отображал метонов цикл.